# Tennistoernooi van Madrid 2023
|                                          |  |                                       |
| Aryna Sabalenka, winnares bij de vrouwen |  | Carlos Alcaraz, winnaar bij de mannen |

Het tennistoernooi van Madrid van 2023 werd van 25 april tot en met 7 mei 2023 gespeeld op de gravelbanen van het Manzanares Park Tennis Center ("Caja Mágica") in de Spaanse hoofdstad Madrid. De officiële naam van het toernooi was Mutua Madrid Open.
Het toernooi bestond uit twee delen:
- WTA-toernooi van Madrid 2023, het toernooi voor de vrouwen (25 april–7 mei)
- ATP-toernooi van Madrid 2023, het toernooi voor de mannen (26 april–7 mei)

## Toernooikalender
| Madrid            | april 2023 | april 2023 | april 2023 | april 2023 | april 2023 | april 2023 | mei 2023 | mei 2023    | mei 2023    | mei 2023     | mei 2023     | mei 2023 | mei 2023 |
| Madrid            | din 25     | woe 26     | don 27     | vrĳ 28     | zat 29     | zon 30     | maa 1    | din 2       | woe 3       | don 4        | vrĳ 5        | zat 6    | zon 7    |
| ----------------- | ---------- | ---------- | ---------- | ---------- | ---------- | ---------- | -------- | ----------- | ----------- | ------------ | ------------ | -------- | -------- |
| vrouwenenkelspel  | 1e ronde   | 1e ronde   | 2e ronde   | 2e ronde   | 3e ronde   | 3e ronde   | 4e ronde | kwartfinale | kwartfinale | halve finale |              | finale   |          |
| vrouwendubbelspel |            |            | 1e ronde   | 1e ronde   | 1e ronde   | 2e ronde   | 2e ronde | kwartfinale | kwartfinale |              | halve finale |          | finale   |
| mannenenkelspel   |            | 1e ronde   | 1e ronde   | 2e ronde   | 2e ronde   | 3e ronde   | 3e ronde | 4e ronde    | kwartfinale | kwartfinale  | halve finale |          | finale   |
| mannendubbelspel  |            |            | 1e ronde   | 1e ronde   | 1e ronde   | 2e ronde   | 2e ronde | kwartfinale | kwartfinale | halve finale |              | finale   |          |

ATP-toernooi van Madrid – WTA-toernooi van Madrid

2009 · 2010 · 2011 · 2012 · 2013 · 2014 · 2015 · 2016 · 2017 · 2018 · 2019 · 2020 · 2021 · 2022 · 2023 · 2024